# Бонанза (Орегон)
Бонанза (англ. Bonanza) — місто (англ. city) в США, в окрузі Клемет штату Орегон. Населення — 404 особи (2020).

## Географія
Бонанза розташована за координатами 42°12′1″ пн. ш. 121°24′24″ зх. д. / 42.20028° пн. ш. 121.40667° зх. д. (42.200316, -121.406675).  За даними Бюро перепису населення США в 2010 році місто мало площу 2,12 км², уся площа — суходіл.

## Демографія
Згідно з переписом 2010 року, у місті мешкало 415 осіб у 152 домогосподарствах у складі 108 родин. Густота населення становила 195 осіб/км².  Було 169 помешкань (80/км²).
Расовий склад населення:
| - 86,3 % — білих - 0,5 % — корінних американців - 0,2 % — чорних або афроамериканців - 9,6 % — осіб інших рас |

До двох чи більше рас належало 3,4 %. Частка іспаномовних становила 27,7 % від усіх жителів.
За віковим діапазоном населення розподілялося таким чином: 30,4 % — особи молодші 18 років, 55,4 % — особи у віці 18—64 років, 14,2 % — особи у віці 65 років та старші. Медіана віку мешканця становила 34,5 року. На 100 осіб жіночої статі у місті припадало 106,5 чоловіків;  на 100 жінок у віці від 18 років та старших — 107,9 чоловіків також старших 18 років.
Середній дохід на одне домашнє господарство  становив 40 810 доларів США (медіана — 36 683), а середній дохід на одну сім'ю — 43 490 доларів (медіана — 36 310). За межею бідності перебувало 15,6 % осіб, у тому числі 8,6 % дітей у віці до 18 років та 7,7 % осіб у віці 65 років та старших.
Цивільне працевлаштоване населення становило 177 осіб. Основні галузі зайнятості: освіта, охорона здоров'я та соціальна допомога — 20,9 %, сільське господарство, лісництво, риболовля — 18,1 %, виробництво — 13,0 %, роздрібна торгівля — 9,6 %.